# Muaro Sopan
Muaro Sopan is een bestuurslaag in het regentschap Dharmasraya van de provincie West-Sumatra, Indonesië. Muaro Sopan telt 1109 inwoners (volkstelling 2010).